# Calogero Vinti
Calogero Vinti (Agrigento, 12 luglio 1926 – Perugia, 25 agosto 1997) è stato un matematico italiano, allievo di Emilio Bajada.

## Biografia
Si laureò in matematica presso l'università degli studi di Palermo nel 1949, sotto la direzione dei prof. Michele Cipolla, Benedetto Pettineo, ma soprattutto di Emilio Bajada. Sempre nell'ateneo palermitano, si occupò di problematiche inerenti allo studio delle equazioni differenziali alle derivate parziali. Professore di Analisi matematica dal 1960, dal 1962 insegnò presso l'università degli studi di Modena e Reggio Emilia fino al 1970, quando divenne docente all'università degli studi di Perugia. A Perugia è stato anche fra i fondatori della facoltà universitaria di ingegneria di cui è stato anche il primo preside.

## Pubblicazioni
Ha pubblicato libri per corsi universitari di analisi matematica:
- Lezioni di Analisi matematica vol. 1;
- Lezioni di Analisi Matematica vol. 2;
- Complementi ed Esercizi di Analisi Matematica 2 (in collaborazione con il Prof. Carlo Bardaro).

## Premio Vinti
Alla memoria di Calogero Vinti è dedicato il Premio Vinti assegnato dall'Unione Matematica Italiana.